# La tercera palabra (película)
La tercera palabra es una película de drama mexicana de 1955 dirigida por Julián Soler y protagonizada por Pedro Infante, Marga López, Sara García y Prudencia Griffel. Esta producción está basada en la pieza del mismo nombre, de origen argentino y escrita por Alejandro Casona.

## Sinopsis
Dos tías contratan a Margarita como profesora para su sobrino Pablo, quién siempre ha vivido en la montaña y no sabe nada de la civilización más que lo necesario gracias a sus tías. Esto debido a que cuando este era un recién nacido su padre se dio cuenta de que su esposa, la madre de Pablo se ha ido con otro, el dolor y el odio lo empujan a llevárselo abandonado toda huella de recuerdo de la traición (libros, antiguo hogar, estilo de vida, etc.) donde nadie lo pudiese molestar y criar a su hijo "libre" de aquel acontecimiento y de todo lo relacionado con ella.
De esta manera, y tras numerosas dificultades para cambiar los paradigmas con los que Pablo había crecido, Margarita le enseña a leer y a escribir y él a su vez le enseña a cazar y a montar a caballo. Dado el hecho que Pablo era el heredero principal de una gran herencia, parientes cercanos de Pablo estaban planeando deslegitimarle su derecho, a través de demostrar que Pablo no estaba "en capacidad" para administrar dichos bienes, y con ello declararle loco, y apoderarse con todo , Margarita al conocer la situación mediante una analogía hecha por las tías de Pablo: "¿Que haría si usted fuera una cristiana vestida con un manto blanco resplandeciente (la ignorancia) en el circo romano (el poder y la ambición), y con leones dispuestos a devorarla? (los parientes de Pablo)", opta por ayudarlo. Es entonces al darse la reunión entre Pablo y sus parientes para definir dicha situación cuando un médico dictamina que él no está demente, notando la desfachatez y falacias dichas por sus parientes. Pablo se entera de que Margarita tuvo enredos amorosos con el abogado que quería arruinarlo, y aprovecha que saca de su casa a sus parientes abusivos para sacarla a ella y rechazarla, pero ella le comenta que está embarazada de él y él se arrepiente de haberla tratado mal, así él se da cuenta de que las fuerzas que él conocía (Dios y la muerte), tienen como compañía una tercera, el amor, que es la tercera palabra.

## Reparto
- Pedro Infante (como Pablo Saldaña),
- Marga López (como Margarita Luján),
- Sara García (como Matilde),
- Prudencia Griffel (como Angelina),
- Rodolfo Landa (como Julio),
- Miguel Ángel Ferriz Sr. (como Dr. Romero),
- Emma Roldán (como Sirvienta),
- Eduardo Alcaraz (como Director Roldán),
- Manuel Tamés "Régulo" hijo (como Margarito),
- Antonio Bravo (como Tío Alfonso),
- José Vidal (como Pariente),
- Diana Ochoa (como Pariente)
- Pepe Nava (como Pariente).
- Estela Lugo Romero (Doble Ecuestre)

## Comentarios
La fotografía es de José Ortiz Ramos.
La música es de Gustavo César Carrión, pero las canciones son de Manuel Esperón y Felipe Bermejo ("Arre... júntate prietita", "Yo soy quien soy", "Ay de aquel").
El poema que le recita Marga es Walt Whitman. Canto a mí mismo (VI y XXI)
El una parte Pablo lee la historia universal y lo que está leyendo es: Sedequías,fue el último de los reyes del Reino de Judá. Nombrado rey por Nabucodonosor II en el año 589 a. C.

## Premios
- Sara García ganó el Premio Ariel a la mejor actriz de reparto en esta película.

- Datos: Q5661007